# Луар-ан-Валле
Луар-ан-Валле (фр. Loir en Vallée) — муніципалітет у Франції, у регіоні Пеї-де-ла-Луар, департамент Сарта. Луар-ан-Валле утворено 1 січня 2017 року шляхом злиття муніципалітетів Лавне, Ла-Шапель-Гоген, Понсе-сюр-ле-Луар i Рюїє-сюр-Луар. Адміністративним центром муніципалітету є Рюїє-сюр-Луар. Населення — 2086 осіб (01.01.2021).